# لوئیس گاریستو
لوئیس گاریستو (اسپانیایی: Luis Garisto‎؛ زادهٔ ۳ دسامبر ۱۹۴۵) بازیکن فوتبال سابق اهل اروگوئه است.

## باشگاهی
از باشگاه‌هایی که در آن بازی کرده‌است می‌توان به باشگاه ورزشی دفنسور، باشگاه اتلتیکو ایندپندینته، باشگاه فوتبال پنیارول اشاره کرد.

## تیم ملی
وی همچنین در تیم ملی فوتبال اروگوئه بازی کرده است.